# Ruisseau Éléphant
Le ruisseau Éléphant est un affluent de la rivière aux Sables, du réservoir Pipmuacan et de la rivière Betsiamites), coulant sur la rive Nord-Ouest du fleuve Saint-Laurent, dans le territoire non organisé Mont-Valin, dans la municipalité régionale de comté (MRC) de Le Fjord-du-Saguenay, dans la région administrative de la Saguenay-Lac-Saint-Jean, dans la Province de Québec, au Canada.
La partie supérieure du ruisseau Éléphant traverse la zec Onatchiway.
La vallée du ruisseau Éléphant est desservie par la route forestière R0201 (sens Nord-Sud) et R0208. Quelques autres routes forestières secondaires desservent le territoire pour les besoins de la foresterie et des activités récréotouristiques,,.
Les activités récréotouristique constituent la principale activité économique ; la foresterie, en second.
La surface du ruisseau Éléphant habituellement gelée de la fin novembre au début avril, toutefois la circulation sécuritaire sur la glace se fait généralement de la mi-décembre à la fin mars.

## Géographie
Les principaux bassins versants voisins du ruisseau Éléphant sont :
- Côté Nord : Rivière François-Paradis, rivière Jérémy, lac Maria-Chapdelaine, lac Itomamo, rivière La Sorbie, rivière aux Chutes, rivière aux Sables, réservoir Pipmuacan ;
- Côté Est : Lac Mirepoix, lac Brazza, lac Laflamme, lac Poulin-De Courval, rivière Jos-Ross, rivière Poulin, rivière Portneuf, rivière Brûlée ;
- Côté Sud : Rivière Wapishish, lac Moncouche, rivière Poulin, rivière Sainte-Marguerite ;
- Côté Ouest : Rivière au Poivre, rivière Onatchiway, rivière de la Tête Blanche, lac Onatchiway, rivière Shipshaw[2].

Le ruisseau Éléphant prend sa source à l’embouchure d’un lac Éléphant (longueur : 1,2 km ; altitude : 593 m), en zone forestière. Ce lac est situé près de la limite Est de la zec Onatchiway ainsi que du côté Ouest du lac Mirepoix et du lac Brazza.
À partir de l’embouchure du lac Éléphant, le cours du ruisseau Éléphant coule sur 13,8 km généralement vers le Nord, selon les segments suivants :
- 4,5 km vers le Nord-Est notamment en recueillant le ruisseau de l’Imprévu (venant du Sud), jusqu’à la rive Ouest de la partie Nord du lac de la

Virée ;
- 5,2 km vers le Nord en traversant sur 0,5 km le lac de la Virée (altitude : 578 km) en début de segment, jusqu’à un coude de rivière ;
- 4,1 km vers l’Est en longeant plus ou moins du côté Sud la route forestière R09208, jusqu’à son embouchure[2].

L'embouchure du ruisseau Éléphant se déverse sur la rive Ouest de la rivière aux Sables dans le territoire non organisé de Mont-Valin. Cette confluence du ruisseau Éléphant située à :
- 4,3 km au Nord-Ouest du lac Mirepoix ;
- 0,7 km au Sud-Est de la route forestière R0208 ;
- 9,5 km au Sud du lac Itomamo ;
- 37,7 km au Sud-Est de l’embouchure de la rivière aux Sables ;
- 43,0 km au Sud-Est du barrage à l’embouchure du lac Pamouscachiou ;
- 62,1 km au Sud-Ouest de la centrale Bersimis-1 du Sud-Est du réservoir Pipmuacan ;
- 74,1 km au Sud-Ouest du centre du village de Labrieville ;
- 112 km à l’Ouest du centre-ville de Forestville ;
- 135,2 km au Sud-Ouest de l’embouchure de la rivière Betsiamites[2],[5].

À partir de l’embouchure du ruisseau Éléphant, le courant coule sur 47,9 km vers le Nord en suivant le cours de la rivière aux Sables pour aller se déverser sur la rive Sud du réservoir Pipmuacan, notamment en traversant le lac Itomamo.

## Toponymie
Le toponyme "ruisseau Éléphant" a été officialisé le 7 octobre 1994 à la Banque des noms de lieux de la Commission de toponymie du Québec.